# Paweł Edmund Strzelecki
Paweł Edmund Strzelecki, eller Paul Edmund Strzelecki (Uttal: st-ʂɛˈlɛʦki), född 20 juli 1797 i Głuszyno nära Poznań, död 6 oktober 1873 i London, var en polsk upptäcktsresande, geolog och geograf mest känd för sina undersökningar av Australien. 
1829 fick Strzelecki, som var greve, ärva en stor förmögenhet som han använde för att finansiera senare resor. Han påstås enligt vissa uppgifter ha studerat geografi och geologi i Heidelberg och Edinburgh. 1834 avreste han från Liverpool för sin nioåriga resa runt jorden där han studerade Nordamerika, Sydamerika, Australien, Nya Zeeland och Tasmanien.